# Seznam největších hvězd
Toto je seznam největších známých hvězd. Seznam je seřazen dle průměru, který je uveden v násobcích průměru slunce.
| Jméno hvězdy                              | Průměr (Slunce = 1) | Průměr (Slunce = 1) |
| ----------------------------------------- | ------------------- | ------------------- |
| Stephenson 2-18                           | 2150                |                     |
| VV Cephei A                               | 1750 (1600-1900)    |                     |
| UY Scuti                                  | 1708                |                     |
| WOH G64                                   | 1540                |                     |
| V354 Cephei                               | 1520                |                     |
| KW Sagitarii                              | 1460                |                     |
| VY Canis Majoris                          | 1420                |                     |
| KY Cygni                                  | 1420                |                     |
| μ Cephei (Herschelova „Granátová hvězda“) | 1420                |                     |
| NML Cygni                                 | 1183                |                     |
| V509 Cassiopeiae                          | 910                 |                     |
| V838 Monocerotis                          | 800                 |                     |
| V382 Carinae                              | 747                 |                     |
| Ró Cassiopeiae                            | 738                 |                     |
| Mira A (Omicron Ceti)                     | 700                 |                     |
| Antares (Alpha Scorpii)                   | 700                 |                     |
| Betelgeuse (Alpha Orionis)                | 650                 |                     |
| S Pegasi                                  | 580                 |                     |
| T Cepheii                                 | 540                 |                     |
| S Orionis                                 | 530                 |                     |
| W Hydrae                                  | 520                 |                     |
| Y1 Aurigae                                | 511                 |                     |
| 119 Tauri                                 | 510                 |                     |
| R Cassiopeiae                             | 500                 |                     |
| Delta Canis Majoris (Wezen)               | 482                 |                     |
| Chi Cygni                                 | 470                 |                     |
| J Cassiopeiae                             | 460                 |                     |
| Alpha Herculis (Ras Algethi)              | 460                 |                     |
| Eta Carinae                               | 400                 |                     |
| R Doradus                                 | 370                 |                     |
| HR Carinae                                | 350                 |                     |
| R Leonis                                  | 350                 |                     |
| Pistolová hvězda                          | 340                 |                     |
| Chi Cygni                                 | 300                 |                     |
| Epsilon Aurigae B                         | 295                 |                     |
| Deneb (Alpha Cygni)                       | 220                 |                     |
| LBV 1806-20                               | 200                 |                     |
| Epsilon Aurigae A                         | 175                 |                     |
| Zeta Aurigae                              | 160                 |                     |
| Epsilon Pegasi (Enif)                     | 150                 |                     |
| Gamma Crucis (Gacrux)                     | 113                 |                     |
| Beta Cygni A1                             | 109                 |                     |
| Epsilon Aurigae                           | 100                 |                     |
| Gamma Andromedae                          | 83                  |                     |
| Alpha Leporis (Arneb)                     | 77                  |                     |
| Rigel (Beta Orionis)                      | 70                  |                     |
| Epsilon Carinae                           | 70                  |                     |
| R Coronae Borealis                        | 65                  |                     |
| Canopus (Alpha Carinae)                   | 65                  |                     |
| Delta Orionis (Mintaka)                   | 60                  |                     |
| Zeta Orionis (Alnitak)                    | 60                  |                     |
| Alpha Persei (Mirfak)                     | 60                  |                     |
| Zeta Geminorum (Mekbuda)                  | 60                  |                     |
| Eta Aquilae                               | 60                  |                     |
| Gamma Draconis (Eltanin)                  | 50                  |                     |
| Aldebaran (Alpha Tauri)                   | 43                  |                     |
| Beta Ursae Minoris (Kochab)               | 41                  |                     |